# Piotr Todorovski
Pour les articles homonymes, voir Todorovski.
Piotr Iefimovitch Todorovski (en russe : Пётр Ефимович Тодоровский) est un réalisateur soviétique et russe né à Bobrynets (République socialiste soviétique d'Ukraine) le 26 août 1925, et mort à Moscou le 24 mai 2013. Il est le père des réalisateurs Valeri Todorovski et Piotr Valerievitch Todorovski (ru).

## Filmographie
- 1962 : Jamais (ru) (Никогда, Nikogda)
- 1965 : Fidélité (Верность, Vernost)
- 1967 : Prestidigitateur (Фокусник, Fokousnik)
- 1970 : Romance urbaine (ru) (Городской романс, Gorodskoï romans)
- 1973 : Notre terre (Своя земля, Svoya zemlya)
- 1975 : La Dernière Victime (Последняя жертва, Poslednyaya jertva)
- 1978 : Le Jour de la fête (ru) (В день праздника, V den prazdnika)
- 1981 : La Bien-aimée du mécanicien Gavrilov (Любимая женщина механика Гаврилова, Lioubimaya jenshchina mekhanika Gavrilova)
- 1983 : Romance du front (Военно-полевой роман, Voenno-polevoy roman)
- 1986 : Dans la Grand-Rue avec la fanfare (По главной улице с оркестром, Po glavnoï oulitse s orkestrom)
- 1989 : Interfille (Интердевочка, Interdevochka)
- 1992 : Encore, toujours encore ! (Анкор, ещё анкор, Ankor, eshchio ankor!)
- 1995 : Quel jeu merveilleux (Какая чудная игра, Kakaya tchoudnaya igra)
- 1998 : Rétro à trois (Ретро втроём, Retro vtroïom)
- 2002 : La vie est pleine d’imprévus (Жизнь забавами полна)
- 2003 : Dans la constellation du taureau (ru) (В созвездии быка, V sozvezdii byka)
- 2008 : Riorita (ru) (Риорита)

## Récompense
- Festival du cinéma russe à Honfleur 2002 : prix François Chalais du meilleur scénario pour La vie est pleine d'imprévus